# Embranchement ferroviaire
Pour les articles homonymes, voir Embranchement.

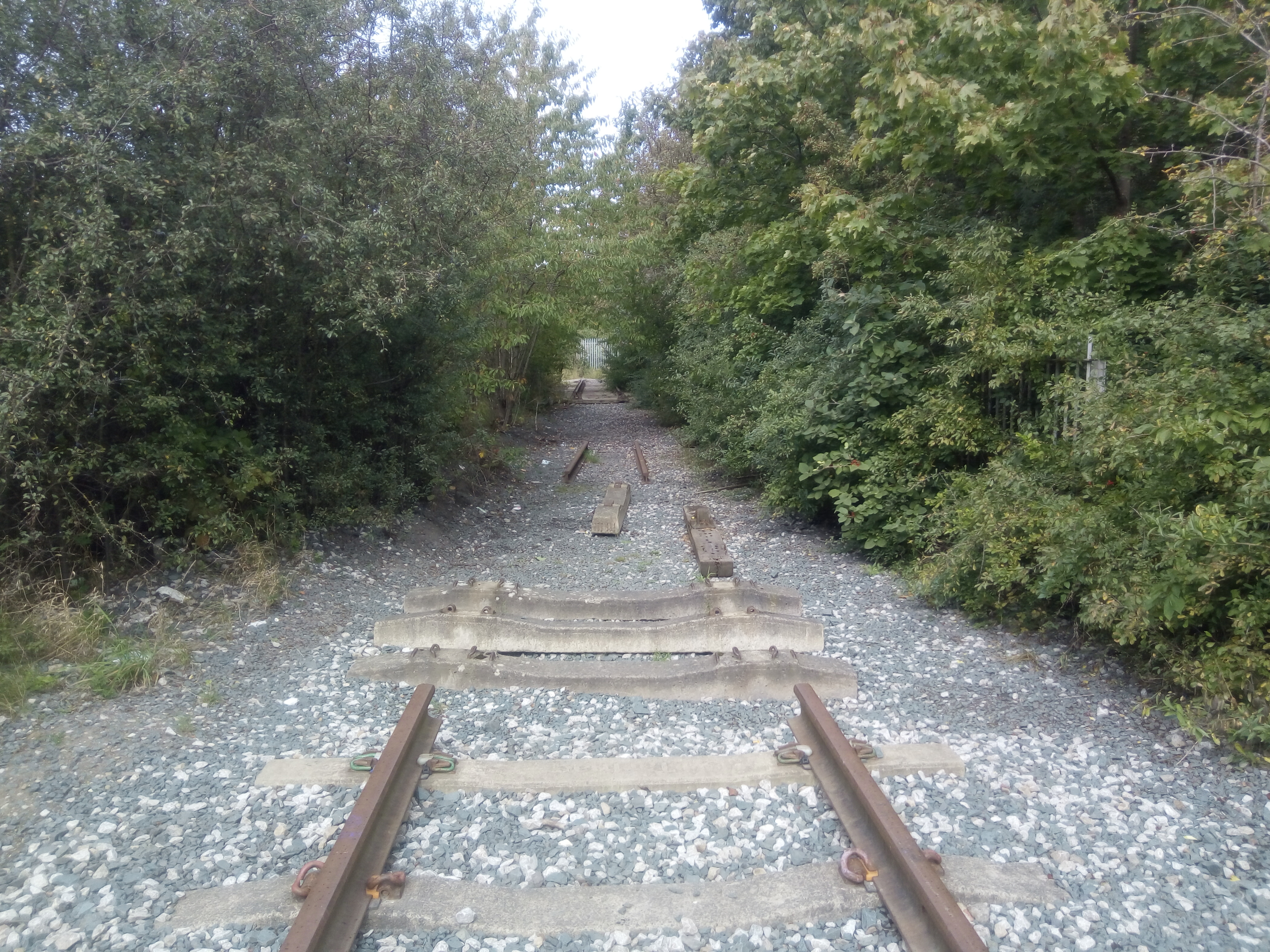
L'embranchement désaffecté de Middleton Railway. Maintenant utilisé pour enseigner l'entretien des voies.

Dans le transport ferroviaire, un embranchement ferroviaire est une ligne de chemin de fer (ou voie) se détachant d'une autre.
Il s'agit parfois d'un embranchement particulier (noté EP ou ITE : installation terminale embranchée, ou IE).

## Toponymie
- Breteuil-Embranchement, hameau appartenant à la commune de Bacouël, au canton de Breteuil (Oise), au département de l'Oise et à la région Hauts-de-France : ce hameau tient son nom d'un embranchement ferroviaire.
- Gare de Breteuil-Embranchement.
- Gare de Gisors-Embranchement.
- Gare d'Évreux-Normandie dont le nom à l'origine était gare d'Évreux-Embranchement
- Gare de Châteaulin-Embranchement.
- voir aussi : Auneau-Embranchement (redirection vers Gare d'Auneau), Barentin-Embranchement (Gare de Barentin), et Beinheim-Embranchement.